# Нільс Лінней
Нільс Інгемарссон Лінней (швед. Nils Ingemarsson Linnæus; липень 1674, Йонсбода Естергорд, парафія Віттарюд — 12 травня 1748) — був шведським лютеранським священником.

## Біографія
Лінней був батьком ботаніка і зоолога Карла Ліннея та СамуельЛіннея, який після смерті батька став його наступником на посаді священника в Стенброгульті.
Нільс Лінней був сином Інгемара Бенгтссона, який народився в 1633 році в Стегаріді; Інгемар був орендарем в Ерікстаді в парафії Віттарід і помер там 3 лютого 1693 року. 24 червня 1661 року Інгемар одружився з Інґрід Інгемарсдоттер. Вона народилася в 1641 році, померла 24 червня 1717 року і була дочкою фермера Інгемара Свенссона в Йонсбоді в парафії Віттарід і Інгрід Свенсдоттер, чиїх дітей звали Тіліандр.
З 1686 р. Нільс Лінней навчався у Векше. Він став студентом у Лунді 8 серпня 1699 р. У 1704 р. він був висвячений на священника та доцента Самуеля Бродерзоніуса в Стенброгульті. У 1705 році Лінней став міністром у Стенброгульті, а потім проживав на фермі Росгульт Содрегорд, яка була розташована в селі Росгульта, неподалік від Стенброгульта. 6 березня 1706 року він одружився з Крістіною Бродерзонію. Вона народилася 10 листопада 1689 року, померла 6 червня 1733 року. Вона була дочкою вікарія в Стенброгульті Самуеля Петрі Бродерсоніуса та Анни Йорансдоттер Скі.
Нільс Лінней і його дружина стали батьками п'ятьох дітей: сина Карла, доньки Анни Марії, у шлюбі Гьок, дочки Софії, сина Самуеля і дочки Емерентії, у шлюбі Брантінг. Дружина Ліннея Крістіна померла в 1733 році у віці 44 років. У Стенброгульті була церква Стенброгульта і великий священник, і Крістіна Бродерсонія виросла там. Сім'я переїхала з Росгульта, коли Карлу Ліннею було два роки, до священника в Стенброгульті. Нільс Лінней став там вікарієм після свого тестя. Доньки та син Самуель Лінней народилися в приході Стенброгульта.